# 연천군 시설관리공단
연천군시설관리공단(Yeoncheon Facilities Management Corporation)는 공공시설물의 운영과 관리 등을 담당하는 경기도 연천군 산하 지방공기업이다.

## 연혁
- 2019년 12월01일 : 가족친화인증 재인증 획득
- 2019년 11월28일 : 연천공영버스터미널 수탁
- 2019년 10월31일 : 날씨우수기업 재인증 획득
- 2019년 8월19일 : 연천세계캠핑체험존 수탁
- 2018년 12월10일 : 고랑포구 역사공원 수탁
- 2018년 11월24일 : 경기가족친화 일하기 좋은기관 재인증 획득
- 2018년 9월04일 : 안전보건경영시스템(K-OHSMS 18000) 재인증 획득
- 2018년 6월01일 : 한국서비스품질우수기관(SQ) 재인증 획득
- 2017년 12월01일 : 가족친화인증 재인증 획득
- 2016년 12월31일 : 연천군청소년수련관 계약만료
- 2016년 12월21일 : 교육기부 진로체험 인증 획득
- 2016년 10월31일 : 날씨우수기업 재인증 획득
- 2016년 3월17일 : 제7대 이사장 취임
- 2014년 12월19일 : 가족친화인증 획득
- 2014년 8월01일 : 교통약자 이동지원 센터 수탁
- 2014년 1월01일 : 연천군 청소년수련관 수탁
- 2013년 12월24일 : 장례식장 KS인증 획득
- 2013년 10월31일 : 날씨우수기업 인증 획득
- 2012년 9월24일 : HRD를 쏜다! 중소기업 우수 HRD계획 공모 우수상 수상
- 2012년 9월18일 : 인적자원개발우수기관(Best-HRD) 인증 취득
- 2012년 6월01일 : 한국서비스품질우수기업(SQ) 재인증 취득
- 2010년 12월10일 : 연천수레울아트홀 관리사업 수탁
- 2010년 10월26일 : 연천군민회관 계약만료
- 2010년 9월07일 : 청산골프연습장 관리사업 수탁
- 2008년 10월07일 : ISO9001(품질경영시스템),
- 2008년 10월07일 : ISO14001(환경경영시스템) 인증 획득
- 2008년 7월19일 : 한탄강관광지 관리사업 수탁
- 2008년 5월04일 : 어린이교통랜드 관리사업 수탁
- 2008년 5월01일 : 종량제봉투 관리사업 수탁
- 2006년 12월31일 : 연천군립도서관 계약만료
- 2005년 11월08일 : 연천군 문화체육센터 계약만료
- 2004년 12월26일 : 자본금 40,000천원 5차 출자
- 2003년 12월29일 : 자본금 40,000천원 4차 출자
- 2003년 6월01일 : 장례식장 관리사업 수탁
- 2003년 2월17일 : 공영주차장 관리사업 수탁
- 2002년 12월26일 : 자본금 40,000천원 3차 출자
- 2001년 12월14일 :연천군 문화체육센터 관리사업 수탁
- 2001년 9월11일 : 자본금 40,000천원 2차 출자(연천군수)
- 2001년 9월01일 : 고대산 자연발생유원지 관리사업 수탁
- 2000년 4월01일 : 연천군립도서관 외 4개 사업으로 공단 사업개시
- 2000년 4월01일 : 연천군립도서관 관리사업 수탁
- 2000년 3월16일 : 연천군시설관리공단 설립인가 및 정관인가
- 2000년 3월16일 : 자본금 50,000천원 1차 출자(연천군수)
- 1999년 5월31일 : 연천군 시설관리공단 설치조례 제정

## 미션과 비젼
경영방침
- 주민맞춤 감동경영

주민이 참여하고 고객이 제안하는 수요자 맞춤형 경영추진주민·고객 감동 서비스 제공을 위한 고객만족 경영체제 확립고객의 소리 수집 및 종합평가와 환류를 통한 서비스 품질 강화
- 청렴안전 책임경영

청렴하고 공정한 업무처리와 투명한 정보공개로 책임경영 수행시설관리 전문성 확보 및 사전예방 차원의 체계적 안전관리 추진쾌적한 환경관리와 환경보전을 위한 친환경 경영 적극 참여
- 소통존중 가치경영

구성원 간의 소통과 신뢰를 바탕으로 효율적 경영목표 달성이해관계자와의 적극적인 교류·협력을 통한 상생발전 추진사회적 가치 창출을 위한 인권존중과 사회적 약자 배려 의식 확산
- 혁신인재 성과경영

전 직원이 창안 및 경영개선, 과제발굴에 적극 참여하는 혁신경영 추진역량중심 인재육성으로 경쟁력을 확보하여 우수 경영성과 창출체계적인 성과관리와 경영개선 노력을 통한 경영목표 달성

## 조직및업무
이사장
경영사업본부
전략기획팀
관광사업팀
문화체육팀
공공사업팀

## 문화관광시설
수레울아트홀
한탄강관광지
세계캠핑존
고랑포구역사공원
자연발생유원지
- 고대산
- 재인폭포
- 동막골유원지

## 건강체육시설
- 연천종합운동장
- 인조잔디구장
- 한탄강 풋살인조구장
- 청산골프연습장

## 교통편의시설
- 어린이교동랜드
- 교통약자이동지원센터
- 연천공영버스터미널
- 공영주차장

## 환경복지시설
- 장례식장
- 종량제봉투